# Burg Ilow II
Die Burg  Ilow II, auch Burg Ilow, Höhenburg Ilow, Burg Madsow genannt, ist eine abgegangene Höhenburg im „Alten Holz“, einem Waldstück in der Nähe des Ortsteiles Madsow der Gemeinde Neuburg im Landkreis Nordwestmecklenburg. Ein historischer Name der Burg ist nicht verbürgt. Sie gilt als Vorgängerbau der Burg Ilow, die sich 1,3 Kilometer westlich befindet, und wird deshalb manchmal auch als „Burg Ilow“ oder „Höhenburg Ilow“ bezeichnet. Von dem Prähistoriker Robert Beltz wurde sie 1924 „Ilow II“ genannt.
Die Burg ist eine frühslawische Burg mit drei steil abfallenden Hangseiten. Die vierte Seite war durch Wälle geschützt. Von den Baulichkeiten der Burg existiert heute nichts mehr, nur ein ebenes kreisrundes Plateau auf dem Burgberg, mit einem Durchmesser von etwa hundert Metern, lässt die Größe der Anlage erahnen. Lisch, der die Burg in seinem Aufsatz über die wendische Fürstenburg Ilow nicht namentlich benannte, hielt sie für eine germanische Wohnstätte oder für einen wendischen Opferplatz.

## Weblink
- slawenburgen.de – hier als „Burg Madsow“ bezeichnet